# Cyril Gill
Cyril Gill, född 21 april 1902 i Holland Park i Storlondon, död 1 september 1989 i Jersey, var en brittisk friidrottare.
Gill blev olympisk bronsmedaljör på 4 x 100 meter vid sommarspelen 1928 i Amsterdam.